# Mimema
Mimema is een monotypisch geslacht van roesten uit de familie Uropyxidaceae. De typesoort is Mimema holwayi, maar later is deze soort hernoemd naar Sorataea holwayi. Het bevat alleen Mimema ventura.